# Блисс, Чарльз
Чарльз Блисс, AM (Карл Казиль Блиц, нем. Karl Kasiel Blitz; 1897, Черновцы, Австро-Венгрия — 13 июля 1985, Сидней, Австралия) — инженер-химик, изобретатель языка символов, который носит его имя — блиссимволика.

## Детство и юность
Чарльз Блисс родился в Австро-венгерской империи в Черновцах в еврейской семье. Его отец Михл-Анчл Блиц (1872—1917) был талантливым оптиком и механиком, поэтому Чарльз также избрал для себя карьеру инженера. В 1905 году Чарльз увидел слайдовый фотоотчет из экспедиции исследования Северного полюса и открытия Земли Франца-Иосифа. Это также вдохновило его на окончательный выбор профессии для того, чтобы улучшить технологии в жизни обычных людей.
Несмотря на неблагополучное финансовое положение многодетной семьи, Чарльз Блисс таки получил высшее образование в столице монархии — Вене. В 1922 году Чарльз получил диплом инженера-химика. Позже он работал в области исследований и возглавил в Вене патентное бюро.

## Вторая мировая война

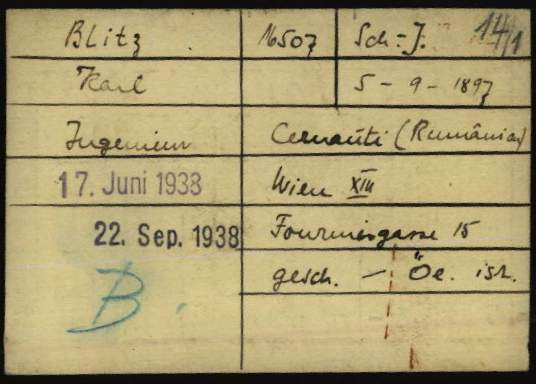
Регистрационная карточка Чарльза Блисса в качестве заключенного в нацистском концентрационном лагере в Дахау

С приходом Гитлера к власти в Германии и после аншлюса Австрии к Германии, Чарльз Блисс впервые попадает в концентрационный лагерь Дахау, а позже в Бухенвальд.
Однако, благодаря стараниям его жены Клэр, его освободили с условием, что он покинет Германию. Чарльз эмигрировал в Великобританию, но из-за начала Второй мировой войны Клэр не смогла поехать за ним. Она вернулась к семье на территорию Румынии, чтобы двинуться дальше к друзьям в Грецию, подальше от военных действий. Однако с вторжением итальянских войск в Грецию, она решила переехать к двоюродному брату в Шанхай, где нашла убежище в Шанхайском гетто.

## Публикации

### Автор
- Bliss, C.K., International Semantography: A Non-Alphabetical Symbol Writing Readable in All Languages. A Practical Tool for General International Communication, Especially in Science, Industry, Commerce, Traffic, etc. and for Semantical Education, Based on the Principles of Ideographic Writing and Chemical Symbolism, Institute of Semantography, (Sydney), 1949.
- Bliss, C.K., Semantography-Blissymbolics: A Simple System of 100 Logical Pictorial Symbols, Which can be Operated and Read Like 1+2=3 in All Languages... (Third, Enlarged Edition), Semantography-Blissymbolics Pubs, (Sydney), 1978.
- Bliss, C.K., Semantography and the Ultimate Meanings of Mankind: Report and Reflections on a Meeting of the Author with Julian Huxley. A selection of the Semantography Series; with "What scientists think of C.K. Bliss' semantography", Institute for Semantography, (Sydney), 1955.
- Bliss, C.K., The Blissymbols Picture Book (Three Volumes), Development and Advisory Publications of N.S.W. for Semantography-Blissymbols, (Coogee), 1985.
- Bliss, C.K., The Story of the Struggle for Semantography: The Semantography Series, Nos.1–163, Institute for Semantography, (Coogee), 1942–1956.
- Bliss, C.K. & McNaughton, S., Mr Symbol Man: The Book to the Film Produced by the National Film Board of Canada and Film Australia (Second Edition), Semantography (Blissymbolics) Publications, (Sydney), 1976.
- Bliss, C.K. (& Frederick, M.A. illus.), The Invention and Discovery That Will Change Our Lives, Semantography-Blissymbolics Publications, (Sydney), 1970.

### В соавторстве
- Breckon, C.J., "Symbolism as a Written Language", pp.74–83 in Breckon, C.J., Graphic Symbolism, McGraw-Hill, Sydney), 1975.
- Reiser, O.L., Unified symbolism for world understanding in science: including Bliss symbols (Semantography) and logic, cybernetics and semantics: A paper read in parts at the Annual Meeting of the AmericanAssociation for the Advancement of Science, Philadelphia, 1951, and at the Conference of the InternationalSociety of Significa, Amsterdam, 1953, Semantography Publishing Co., (Coogee), 1955.